# 薄壳泥阿地螺
薄壳泥阿地螺（学名：Limulatys okamotoi）为阿地螺科泥阿地螺属的动物。分布于日本，包括东海、广东、海南等海域，属于暖水性种类。其常见于潮间带-潮下带浅水区泥砂质底。